# 汉斯·塞兰德
汉斯·塞兰德（瑞典語：Hans Selander，1945年3月15日—），瑞典男子足球运动员，司职后卫，1967年完成国家队首秀。他曾代表瑞典国家队参加1970年国际足联世界杯。他于1982年退役，退役后成为教练。